# Eutelia pratti
Eutelia pratti är en fjärilsart som beskrevs av George Thomas Bethune-Baker 1906. Eutelia pratti ingår i släktet Eutelia och familjen nattflyn. Inga underarter finns listade i Catalogue of Life.